# Torre de Cristal
La Torre de Cristal è un grattacielo di Madrid, situato nella Cuatro Torres Business Area. Con un'altezza di 249,5 metri è il grattacielo più alto della Spagna. Nell'aprile 2007 ha superato la vicina Torre Espacio, diventando il grattacielo più alto di Spagna.
L'edificio, progettato da César Pelli, è stato finanziato da Grupo ACS.